# Coquillettomyia lobata
Coquillettomyia lobata är en tvåvingeart som först beskrevs av Ephraim Porter Felt 1907.  Coquillettomyia lobata ingår i släktet Coquillettomyia och familjen gallmyggor.
Artens utbredningsområde är New York. Inga underarter finns listade i Catalogue of Life.